# 北海道道1010号能取三眺線
北海道道1010号能取三眺線（ほっかいどうどう1010ごう のとろさんちょうせん）は、北海道網走市内を結ぶ一般道道（北海道道）である。

## 概要

### 路線データ
- 起点：北海道網走市二見ケ岡（北海道道76号網走公園線交点）
- 終点：北海道網走市三眺（国道238号交点）
- 路線延長：3.6 km（総延長）

## 歴史
- 1982年（昭和57年）3月31日 - 路線認定[1]。

## 地理

### 通過する自治体
- オホーツク総合振興局
  - 網走市

### 交差する道路
網走市
- 北海道道76号網走公園線 - 二見ケ岡（起点）
- 国道238号 - 三眺（終点）